# 7,65 × 53 mm Mauser
Pour les articles homonymes, voir 7,65.

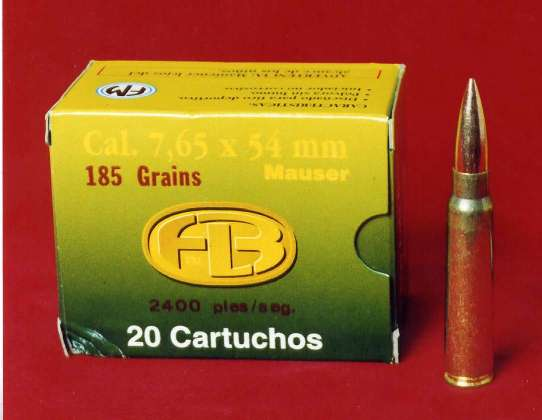
7,65 × 54 DGFM.

La munition de 7,65 × 53 mm Argentino a été conçue en 1889 par Paul Mauser. Rapidement adoptée par l'armée belge sous l'appellation de 7,65 mm Mauser belge, elle fut réglementaire dans plusieurs pays d'Amérique du Sud dont l'Argentine, la Bolivie, le Pérou et le Venezuela mais aussi en Turquie.
La cartouche comporte un étui à gorge et elle est chargée avec de la poudre sans fumée.

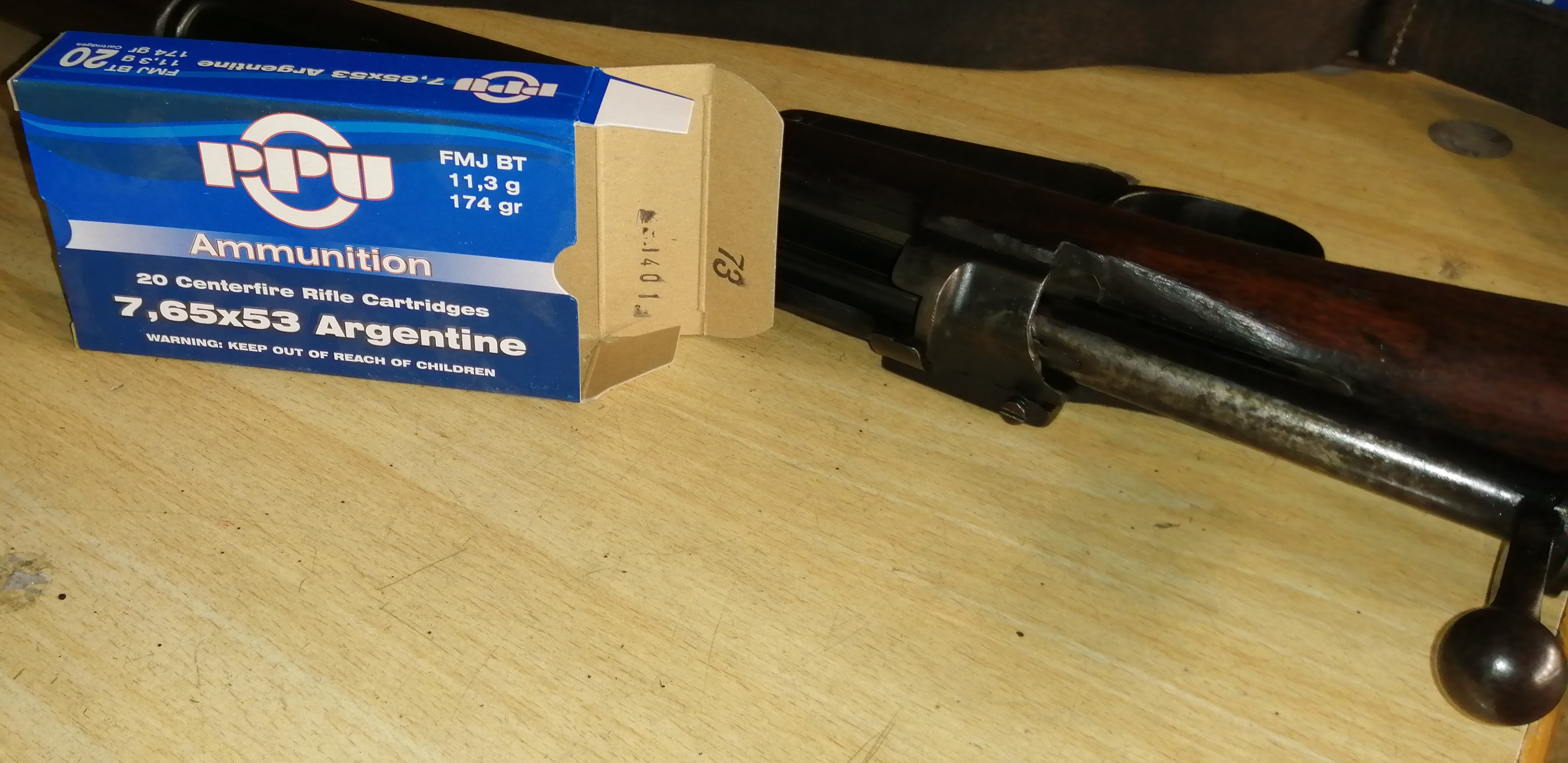
Boite de cartouches 7.65 x 53mm après tir avec un Mauser 1889

Cette munition a connu plusieurs désignations : 7,65 x 53 mm, .303 Mauser, 7,65 x 54 mm et est reprise par la Commission Internationale Permanente (C.I.P.) pour l'épreuve des armes à feu portatives sous la dénomination 7,65 x 53 Arg

## Données numériques
- diamètre de la balle : 7,94 mm [1]
- Masse de la balle : 11,28 g
- Masse de la cartouche :
- Longueur de l'étui : 53,60 mm[1]
- Longueur de la cartouche : 76 mm[1]
- Charge : 2,60 g

## Balistique
- Vitesse initiale : 750 m/s
- Énergie : 3093,75 joules

## Armes concernées
C'est le calibre des fusils Mauser suivants :
- M1889/M1916/M1935/M1936 (Belgique)
- M1890 (Turquie)
- M1891 (Argentine, Bolivie, Pérou, Colombie, Équateur)